# Milena Greppi
Milena Greppi (ur. 8 lipca 1929 w Mediolanie, zm. 13 grudnia 2016 tamże) – włoska lekkoatletka, płotkarka i sprinterka, medalistka mistrzostw Europy z 1954.
Odpadła w półfinale biegu na 80 metrów przez płotki i eliminacjach sztafety 4 × 100 metrów na igrzyskach olimpijskich w 1952 w Helsinkach.
Na mistrzostwach Europy w 1954 w Bernie Greppi zdobyła brązowy medal w sztafecie 4 × 100 metrów (w składzie: Maria Musso, Giuseppina Leone, Letizia Bertoni i Greppi). Startowała również w biegu na 80 metrów przez plotki, ale odpadła w półfinale.
Odpadła w eliminacjach biegu na 80 metrów przez płotki na igrzyskach olimpijskich w 1956 w Melbourne, a włoska sztafeta 4 × 100 metrów w składzie: Bertoni, Greppi, Leone i Musso zajęła 5. miejsce.
Zwyciężyła w biegu na 80 metrów przez płotki w akademickich mistrzostwach świata w 1955 w San Sebastián oraz była trzecia na tym dystansie w 1953 w Dortmundzie.
Greppi była mistrzynią Włoch w biegu na 80 metrów przez płotki w latach 1952–1956 oraz w sztafecie 4 × 100 metrów w 1953 i 1954.
Ustanowiła rekord Włoch w biegu na 80 metrów przez płotki czasem 11,2 s (26 czerwca 1956 w Bukareszcie). Wielokrotnie ustanawiała rekord Włoch w sztafecie 4 × 100 metrów do czasu 45,7 s (14 października 1956 we Florencji).